# Johannes Feldmayer
Johannes Feldmayer (* 16. Oktober 1956 in Augsburg) war Mitglied im Siemens-Zentralvorstand und seit 1979 bei Siemens beschäftigt.
Feldmayer arbeitete nach einer kaufmännischen Ausbildung anfänglich als Wirtschaftsplaner im Siemens-Bereich Datenverarbeitung. Nach dem Durchlauf eines Young Managers Programme der bekannten Ausbildungsstätte INSEAD im französischen Fontainebleau arbeitete sich Feldmayer mit Zwischenstationen in Johannesburg und Alpharetta (USA) hoch bis in die oberste Siemens-Manager-Etage. Seit 2001 war er zuständig für Strategie und wurde im August 2003 Mitglied im Siemens-Zentralvorstand. 2006 war Johannes Feldmayer im Siemens-Vorstand zuständig für die Bereiche Siemens Building Technologies, Siemens Real Estate, Region Europa sowie die Zentralstellen Corporate Information Office und Global Procurement and Logistics.
An der Fakultät für Wirtschaftswissenschaften der TU Berlin stand Feldmayer neben Klaus Petermann dem Lenkungsausschuss des Center for Knowledge Interchange (CKI) vor. Das Zentrum organisiert die Zusammenarbeit zwischen Siemens und der TU Berlin und soll den Austausch zwischen Forschung und Praxis intensivieren. Außerdem saß er im Aufsichtsgremium der vom Opus Dei betriebenen IESE Business School.
Johannes Feldmayer war Mitglied mehrerer Aufsichtsgremien von Siemens-Unternehmen im In- und Ausland. Auch war er Mitglied des Aufsichtsrates der Infineon AG von 2005 bis 2009.

Am 1. November 2009 wurde er Generalbevollmächtigter der in Erlangen ansässigen Heitec AG.

## Siemens-AUB-Verfahren
Am 27. März 2007 wurde Feldmayer im Zusammenhang mit Millionenzahlungen von Siemens an Wilhelm Schelsky unter dem Vorwurf der Untreue verhaftet. Schelsky war langjähriger Vorsitzender der Betriebsräteorganisation „Arbeitsgemeinschaft Unabhängiger Betriebsangehöriger“ (AUB). Nach einer Woche Untersuchungshaft wurde gegen Zahlung einer Kaution der Haftbefehl am 4. April 2007 außer Vollzug gesetzt. Die Staatsanwaltschaft Nürnberg-Fürth erhob am 3. Juli 2008 im „Siemens-AUB-Verfahren“ Anklage gegen ihn und gegen Wilhelm Schelsky. Feldmayer verließ zum 1. Oktober 2007 den Vorstand der Siemens AG, blieb aber weiterhin Aufsichtsratsmitglied in der Infineon AG.
Am 24. November 2008 verurteilte das Landgericht Nürnberg-Fürth Johannes Feldmayer wegen Millionenzahlungen an die Arbeitnehmerorganisation AUB zu einer Haftstrafe von zwei Jahren auf Bewährung und einer Geldstrafe von 228 800 Euro. Die Kammer sah es als erwiesen an, dass der Ex-Manager der Untreue und der Steuerhinterziehung schuldig ist.
Feldmayer hatte Ende September 2008 die verdeckte Finanzierung der AUB eingestanden und die Verantwortung für die Millionenzahlungen an eine Firma von Ex-AUB-Chef Wilhelm Schelsky übernommen. Er hatte mit Schelsky einen Rahmenvertrag geschlossen, auf dessen Grundlage Schelsky zwischen Januar 2001 und November 2006 insgesamt 30,3 Millionen Euro von Siemens überwiesen bekam. Die Finanzhilfe zum Aufbau der Arbeitsgemeinschaft Unabhängiger Betriebsangehöriger (AUB) war im Rahmenvertrag zwar nicht schriftlich fixiert, aber „die Unterstützung der AUB war mündlich formuliert eine klare Sache“ (Feldmayer). „Eine starke AUB war gut, weil es eine zweite Kraft neben der IG Metall gab.“ (Feldmayer) Offiziell wurden die Zahlungen als Entlohnung für Dienstleistungen deklariert, dienten nach Ansicht der Anklage aber ganz eindeutig dem Aufbau der AUB als Gegengewicht zur IG Metall. Der mitangeklagte frühere AUB-Chef Wilhelm Schelsky erhielt wegen Beihilfe zur Untreue, Betrug und Steuerdelikten eine Haftstrafe von viereinhalb Jahren. Die Staatsanwaltschaft hatte für Feldmayer eine Haftstrafe von dreieinhalb Jahren und für Schelsky eine Strafe von sechs Jahren beantragt. Sowohl Johannes Feldmayer wie auch Wilhelm Schelsky gingen in Revision; Feldmayer zog später seine Revision zurück.